# 蜥蜴人
蜥蜴人（英語：The Lizard），本名柯提斯·康納斯（Curtis Connors），是蜘蛛侠系列漫画中的一个反派角色，由康納斯博士變成。因為康納斯博士意外斷了右手，他希望能令手臂重生，但在一次意外變成蜥蜴人，他開始計劃令所有人都變成蜥蜴人，蜘蛛俠知道他的計劃，然後打敗他，使他變回康納斯博士。
2009年，IGN將蜥蜴人列為漫畫史上100大反派中的第62名。

## 能力
當康納斯博士每次變身成蜥蜴人時便會隨即擁有超人的力量，能舉起數噸重的物體。除此之外，他的反應、敏捷度也都提升到了和蜘蛛人一樣甚至更高的程度。
蜥蜴人的外皮可以抵擋由小口徑的手槍發射出的子彈的攻擊，蜘蛛人的拳腳往往也無法對其產生太大作用。
即使已經化身成半人半蜥蜴，但蜥蜴人仍然擁有人類形態時的天才級智商和出色的醫學技能，這使他的行動變得極有條理，而並不是盲目地聽從自己的野性本能。

## 其他媒體

### 電影
- 蜘蛛人三部曲，由迪倫·貝克飾演康納斯博士，但在兩集電影中博士均沒有變身成蜥蜴人。
  - 《蜘蛛人2》（2004年）
  - 《蜘蛛人3》（2007年）
- ，由瑞斯·伊凡斯飾演康納斯博士/蜥蜴人。
  - 《蜘蛛人：驚奇再起》[3]（2012年）
- 漫威電影宇宙：瑞斯·伊凡斯回歸飾演康納斯博士/蜥蜴人。
  - 《蜘蛛人：無家日》（2021年）

### 遊戲
- 《樂高漫威超級英雄》：於死侍bonus關卡登場，為玩家可使用角色之一。
- 《MARVEL未來之戰》：手機遊戲，蜥蜴人是玩家可使用角色之一。
- 《蜘蛛侠：迈尔斯·莫拉雷斯》：康納斯博士出現在遊戲的片尾彩蛋之中，向其雇主諾曼·奧斯朋說明對其子哈利·奧斯朋的治療效果與療程中的危險性，但換來了諾曼的斥責與拒絕。
- 《蜘蛛人2》